# Rhinoclemmys punctularia
Rhinoclemmys punctularia é uma espécie de tartaruga de água doce sul-americana.

## Etimologia, Taxonomia e Sistemática
A palavra aperema vem do tupi-guarani aperéma, que significa "casca fedida". Seu gênero científico (Rhinoclemmys) vêm das palavras gregas rhino (nariz) e klemmys (tartaruga), fazendo alusão ao focinho protuberante da espécie. Também é chamada de morrocoy negro (Venezuela), perema e jaboti-aperema (Brasil).
A família Geoemydidae era originalmente colocada como parte da família Emydidae, sendo a subfamília Batagurinae, como era conhecida no Velho Mundo. Na década de 1980, os geoemydídeos alcançaram o status de família. Atualmente, dados moleculares e fósseis evidenciam uma forte relação com a família Testudinidae, dos jabutis.
O gênero Rhinoclemmys compreende 13 espécies e subespécies. A espécie R. punctularia foi descrita inicialmente por François Marie Daudin, um biólogo herpetólogo francês, em 1801. Suas subespécies, R. punctularia punctularia e R. punctularia flammigera, foram descritas mais recentemente, com estudos publicados no final do século XX e durante o século XXI. 

## Distribuição Geográfica e Conservação

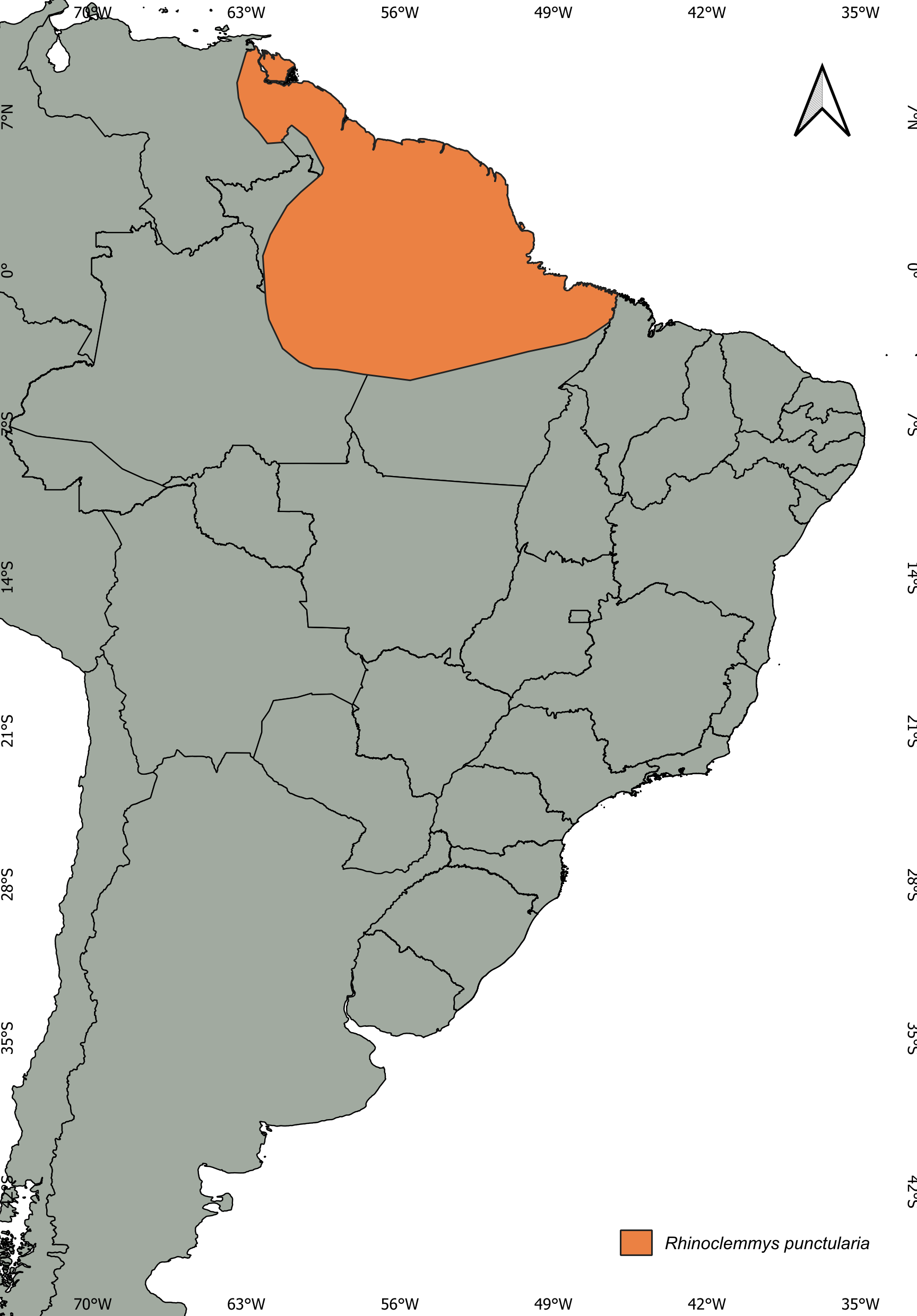
Mapa da distribuição de Rhinoclemmys punctularia.

Espécie endêmica do Escudo das Guianas ou Planalto das Guianas, cuja distribuição da subespécie Rhinoclemmys punctularia punctularia abrange o leste da Venezuela e os estados do Amapá, Roraima e Amazonas, incluindo algumas regiões ao sul do rio Amazonas no Pará. Também é encontrada em Trindade, onde é extremamente rara e parece ter sido introduzida. A população existente no estado do Amazonas na Venezuela (Rhinoclemmys punctularia flammigera) se encontra isolada e deve ser elevada a espécie.
Rhinoclemmys punctularia é considerada como menos preocupante (LC) pela União Internacional para a Conservação da Natureza (IUCN) e não está inclusa nos Apêndices da Convenção sobre Comércio Internacional das Espécies da Flora e Fauna Selvagens em Perigo de Extinção (CITES). No Livro Vermelho da Fauna Brasileira Ameaçada de Extinção de 2018, Perema é considerada como Menos Preocupante (LC). A espécie faz parte do comércio internacional de animais de estimação e também, citada por alguns autores, é muito consumida por indígenas e colonos. No momento atual, a espécie vem sendo impactada pelo desmatamento e perda de habitat.

## Biologia e História Natural

### Descrição da espécie
É uma tartaruga semi-aquática de aproximadamente 26 cm. Possui carapaça bem curvada e de coloração marrom escura a preta. Por ser semi-aquática, suas patas terminam em dedos interligados por membranas. Seus membros possuem uma coloração amarelo-alaranjado com pontos pretos espalhados. Sua cabeça é pequena e alongada, assim como a carapaça, é marrom escura a preta. Porém, apresenta alguns detalhes marmorizados em amarelo, laranja e  laranja-avermelhado. Há um par de linhas laranjas que passa pelo pescoço até uma região onde a coloração se torna amarela. Também possui outro par de linhas laranja-avermelhadas que passa da base da cabeça até o pescoço, característica exclusiva dessa espécie. O dorso do pescoço é cinza e sua parte inferior é amarelo claro. 

### Dimorfismo sexual
Os machos são menores do que as fêmeas, possuem um plastrão mais côncavo e comprido e uma calda mais espessa.

### Habitat
Pântanos inundados, igarapés, brejos e fossas ao longo de rodovias.

### Hábitos alimentares
Come principalmente frutas de palmeira Moriche (Mauritia), conhecida popularmente como Buriti. Porém em cativeiro, também se alimentam de minhocas, carne vermelha, peixes, vegetais e algas marinhas.

### Reprodução e ciclo de vida
São ovíparas e seus ovos são grandes, alongados e com casca de 67x38mm. Eles são deixados em fendas de raízes e cobertos com serapilheira. A reprodução ocorre o ano todo e geralmente a tendência é nascer mais fêmeas do que machos.

## Aspectos Culturais
Há registros que evidenciam o comércio da Rhinoclemmys punctularia como animal de estimação, o que tem se tornado uma prática muito comum para os quelônios e os demais répteis em alguns locais do país e do mundo.
Por outro lado, há poucas informações e evidências sobre seu uso para consumo humano. Alguns autores afirmam intensa utilização desta espécie por indígenas e populações tradicionais, enquanto outros relatam apenas o consumo esporádico e restrito. Em alguns materiais foram encontradas afirmações desse consumo principalmente nos estados do Amazonas e Roraima. 

Considerando o rápido crescimento de impactos induzidos pelo homem na região amazônica, a espécie também vem sendo afetada pelo desmatamento e perda de seu habitat natural. Sabendo disso, julga-se ainda mais importante obter mais informações sobre a estrutura populacional e ecologia desta espécie para compreender o quanto a intensidade de seu “uso” e os impactos dessas atividades causam nas suas populações, especialmente nas áreas mais degradadas do sudeste da Amazônia. 